# Firefly
Firefly (en español, «luciérnaga») es una serie de televisión estadounidense de ciencia ficción creada por el director y escritor Joss Whedon, creador también de las series Buffy, la cazavampiros y Ángel, a través de su productora Mutant Enemy Productions. Su ambientación, futurista y a la vez inspirada por películas tradicionales del Oeste, presentó un atípico trasfondo para la narrativa de ciencia ficción. Whedon ejerció como productor ejecutivo junto con Tim Minear.
Firefly se comenzó a emitir en los Estados Unidos y Canadá por la cadena FOX el 20 de septiembre de 2002. Fue cancelada por FOX tras emitirse solo once episodios de los catorce producidos, aunque finalmente todos salieron al aire. A pesar de su corta vida, Firefly resultó ser un inesperado éxito de ventas al ser lanzada en DVD, lo que unido a las campañas entusiastas de sus seguidores llevó a Whedon y a Universal Pictures a producir en 2005 una película basada en la serie, titulada Serenity, por el nombre de la nave espacial ficticia de clase Firefly presentada en la serie. Ganó un Emmy en 2003 por «Outstanding special visual effects for a series» («excepcionales efectos visuales para una serie»).
Firefly está doblada al castellano para España y en español hispanoamericano para Hispanoamérica. España no cuenta con una edición en Blu-Ray (que incluiría el audio realizado por Netflix en 2016) a pesar de que existe merchandising editado como cartas, juegos de mesa, libros, así como el filme Serenity, el cual pone punto final a la serie, contando con múltiples ediciones en DVD, Blu-Ray y UMD (PSP).
La serie se ubica en el año 2517, tras llegar los humanos a un nuevo sistema estelar, y cuenta las aventuras de la tripulación de renegados de la Serenity, una nave espacial clase Firefly. El conjunto del reparto representa a los nueve personajes que viven en Serenity. Whedon describió la serie como «nueve personas observando la negrura del espacio y viendo nueve cosas distintas». La serie explora las vicisitudes de gente que luchó en el bando perdedor de una guerra civil, así como la cultura pionera que existe en los confines de su sistema estelar. Adicionalmente, es un futuro donde las únicas dos superpotencias supervivientes, los Estados Unidos y China, se unieron para formar el gobierno federal central, llamado la Alianza, resultando también en la fusión de las dos culturas. Según Whedon, nada ha cambiado en el futuro: hay más gente con tecnología más avanzada, pero siguen teniendo los mismos problemas políticos, morales y étnicos.

## La serie

### Antecedentes
La serie de ciencia ficción espacial se desarrolla en el año 2517 en varios planetas y lunas lejanas. La serie de TV no revela si estos cuerpos celestes están en un sistema estelar, su nombre y ubicación en el espacio, así como tampoco explica si el modo de propulsión de la nave Serenity es más rápido que la luz, sólo que es un «motor de gravedad».
La película Serenity aclara que todos los planetas y lunas están en un gran sistema estelar muy lejano del planeta Tierra, que fue colonizado hace mucho tiempo, y documentos de producción relativos a la película indican que no hay viaje hiperlumínico en este universo.
Los personajes ocasionalmente se refieren a la «Tierra que fue» como un lugar muy lejano que nadie conoce, y en la película se establece que mucho antes de los acontecimientos de la serie, una gran población de humanos había emigrado desde la Tierra a un nuevo sistema estelar, por problemas ambientales, de guerras y contaminación, en naves espaciales multigeneracionales: «La Tierra-que-fue no podía sustentar más nuestro número, éramos demasiados». Los emigrantes se establecieron en este nuevo sistema estelar, con «docenas de planetas y cientos de lunas». Muchos de ellos fueron «terraformados», un proceso en el cual un planeta o luna es alterado para asemejarse a la Tierra. Aun así, este proceso fue sólo el primer paso para hacer un planeta habitable, y los asentamientos periféricos a menudo no recibieron más apoyo en la construcción de sus civilizaciones. Esto resultó en que muchos de los planetas fronterizos tuvieran ambientes adustos y secos, apropiados al género del Salvaje Oeste.

### Sinopsis
El programa toma su nombre de la nave espacial Serenity clase Firefly, a la que los principales personajes de la serie llaman su hogar. Se asemeja a una luciérnaga (firefly en inglés) en la disposición general, y la sección de cola, análoga a un abdomen insectoide bioluminiscente, y se ilumina durante la aceleración, con la ayuda de dos motores de aterrizaje en los extremos de sus alas.
A través de la serie se muestra a la Alianza gobernando el sistema estelar a través de una organización de planetas «centrales», siguiendo su éxito en unificar forzosamente todas las colonias bajo un único gobierno para mantener la paz y el control de las rutas comerciales. Los comentarios en DVD sugieren que dos planetas «centrales» primarios componen la Alianza, uno de cultura predominantemente Occidental, y otro pan-Asiático, justificando la lingüística mixta y temas visuales de la serie.
Los planetas centrales del sistema estelar están bajo el firme control de la Alianza, pero los planetas externos, fronterizos y las lunas asemejan el oeste estadounidense del siglo XIX, con poca autoridad gubernamental, ambientes desérticos, violencia, falta de presencia del gobierno y de la ley. Colonos y refugiados en los mundos fronterizos («afuera en la negrura» o «yendo a la negrura») tienen relativa libertad del gobierno central, pero faltan las comodidades de la civilización tecnológicamente avanzada que existe en los mundos interiores. Además, las áreas fronterizas están pobladas con Reavers, una errante raza caníbal de salvajes seres violentos que provocan el caos en esa región.
A esta mezcla de ambiente violento y sin ley, son lanzados los protagonistas del programa. El capitán de la tripulación de Serenity es Malcom «Mal» Reynolds (Nathan Fillion) y el episodio piloto, «Serenity», establece que el capitán y su primer oficial Zoe Washburne (Gina Torres) son veteranos «Casacas Marrones» de la Guerra de la Unificación, un intento fallido de los mundos fronterizos de resistir la afirmación del control de la Alianza desde los planetas centrales. Un episodio posterior, titulado «Out of Gas» (Sin combustible), revela que Mal compró la nave espacial Serenity para continuar viviendo más allá del control de la Alianza.
La mayoría de trabajos de la tripulación consisten en transportes de carga o contrabandos, entre los planetas exteriores que son pobres y los planetas centrales que son más ricos, civilizados y ordenados, donde el gobierno de la Alianza tiene más influencia sobre la sociedad. Uno de los arcos principales de la historia es el de River Tam (Summer Glau) y su hermano Simon (Sean Maher). River fue una niña prodigio diseñada por ingeniería genética cuya mente fue sometida a experimentos para el control mental de la población y así lograr que la Alianza tenga más poder sobre todos los planetas del sistema estelar, quien logra escapar del laboratorio del hospital donde está internada con la ayuda de su hermano. Como resultado, muestra esquizofrenia y a menudo oye voces, pero puede leer la mente de otras personas, descubrir lo que esconden y tener visiones del futuro inmediato. Se revela más tarde que es una «lectora» (alguien que posee habilidades psíquicas). Su hermano Simon abandonó una carrera de gran éxito como cirujano de urgencias de un hospital para rescatarla de la Alianza y, como resultado de este rescate, ambos se convierten en criminales buscados por el gobierno de la Alianza en los planetas centrales.
En el episodio piloto original, «Serenity», Simon se une a la tripulación como un pasajero de pago con River a bordo como carga de contrabando, para escapar del control de la Alianza y buscar más seguridad en los planetas exteriores del sistema estelar, donde la Alianza no tiene mayor influencia, son planetas abandonados, desérticos y en los que se realizan actividades de robos, asaltos y estafas para sobrevivir. Como Whedon indica en un comentario del DVD, cada programa que él hace trata sobre crear una familia. En el último episodio, «Objects in Space» (Objetos en el espacio), el personaje fracturado de River finalmente se ha completado parcialmente, porque los otros decidieron aceptarla en su «familia» de la nave y la necesitan para poder mantener sus actividades fuera de la ley en los planetas exteriores.

### Elementos característicos del programa
El programa mostró una mezcla de elementos de la ópera espacial y géneros del Oeste, retratando el futuro de la humanidad de un modo distinto que la mayoría de programas de ciencia ficción contemporáneos, en el que no hay criaturas alienígenas invasoras o batallas espaciales. Firefly sucede en un futuro multicultural, primariamente una fusión de las culturas china y occidental, donde hay una división significativa entre ricos y pobres. Como resultado de la Alianza chino-estadounidense en el planeta Tierra, el Chino Mandarín es un segundo idioma común; se usa en publicidad, y los personajes en el programa frecuentemente usan insultos y palabras chinas. De acuerdo al comentario de DVD sobre el episodio «Serenity», esto se explicaba por ser el resultado de que fueran China y los Estados Unidos las dos superpotencias que se expandieron al espacio, con una colaboración tecnológica y económica para poder hacerlo.
El programa también caracteriza argot no usado en la cultura contemporánea, tales como adaptaciones de palabras modernas, o nuevas palabras (ej. «shiny» —brillante— como sinónimo de «cool» —guay—). Se emplean también caracteres japoneses katakana y un dialecto del Viejo Oeste en los planetas externos. Como apuntó un crítico: «El diálogo tendía a ser un extraño puré de sarcasmos, vieja jerga rústica del Oeste, y retazos de chino».
Tim Minear y Joss Whedon han apuntado a varias escenas que opinaban que exponían la visión del programa. Un ejemplo es una escena en el episodio piloto original, «Serenity», cuando Mal está comiendo con palillos chinos y tiene una taza de latón del Oeste junto al plato; la otra está en el episodio piloto para TV,  «The Train Job» (El trabajo del tren), cuando Mal es lanzado a través de una ventana de bar holográfica. El conjunto de DVD del documental del «Cómo se hizo» revela el distintivo frontispicio de la serie (donde Serenity planea sobre un corral de caballos sin herrar) como el intento de Whedon de capturar «todo lo que se necesita entender sobre la serie en cinco segundos».
Una de las luchas que Whedon tuvo con la FOX fue el tono del programa, especialmente con el personaje principal Malcom Reynolds. La FOX presionó a Whedon para hacer su personaje más «jovial», pues temían que fuese demasiado tétrico en el episodio piloto original. Además, la FOX no estaba contenta con que el programa implicase a los «don nadie», perseguidos que «fueron aplastados por la política», en vez de ser los personajes de los creadores de la política actual.
El programa también ponía de relieve escenas espaciales en las que no figuraba sonido alguno, implícitamente observando la falta de transmisión de sonido en el vacío del espacio. Esto era un contrapunto con la mayoría de otros programas de ciencia ficción que añaden sonido para un efecto dramático o para amplificar la acción.

## Personajes

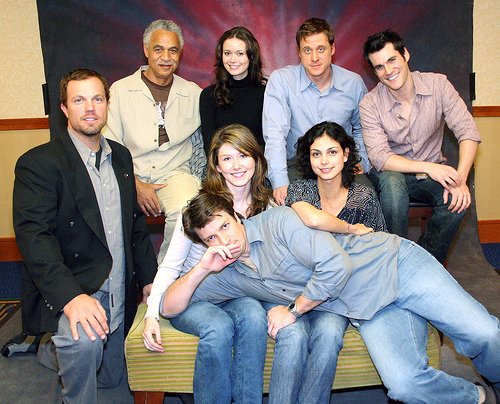
Actores principales de la serie.

Los personajes principales de la serie son los 9 miembros de la tripulación de Serenity, estos tienen que vérselas con criminales, supuestos aliados que los traicionan, las fuerzas de la Alianza, los peligrosos Reavers y los misteriosos hombres de las manos azules —que parecen ser agentes de una organización secreta englobada en la mega-corporación Blue-Sun—.
La tripulación necesita obtener suficientes ingresos para mantener la nave en el aire sin llamar demasiado la atención para así evitar a sus adversarios. Su situación se complica aún más al surgir conflictos entre los distintos miembros de la tripulación.
- Malcolm Reynolds (Nathan Fillion) — Capitán de la Serenity y sargento independiente en la batalla del valle de Serenity, un chico duro con un corazón de oro. Después de perder la guerra decidió comprar, junto con Zoe, una vieja nave de carga clase Firefly a un chatarrero.
- Zoë Alleyne Washburne (Gina Torres) — Segunda al mando y compañera de Mal desde la guerra. Suelen ir juntos a las misiones ya que confían íntegramente el uno en el otro.
- Hoban «Wash» Washburne (Alan Tudyk) — El siempre optimista piloto de la nave, que ha evitado más de una vez que se estrelle o los pillen en algún lugar indebido. Está casado con Zoe, a la que conoció en la misma nave cuando fue contratado como piloto.
- Inara Serra (Morena Baccarin) — La acompañante, mezcla entre una cortesana y una geisha en el siglo 26. Tiene alquilada una de las dos lanzaderas, en la cual recibe a sus clientes. Mantiene un constante tira y afloja con Mal. Ella se aprovecha de la nave Firefly para viajar por diferentes mundos y el capitán Malcolm, por el prestigio y el status que supone tener una acompañante. No es parte activa de la tripulación ya que no recibe órdenes del capitán.
- Kaywinnit «Kaylee» Frye (Jewel Staite) — La alegre mecánica de la nave. Entiende a Serenity mejor que nadie y se toma los insultos contra la nave de una forma muy personal. Educada por su padre en la mecánica, no posee titulación oficial, pero sí un instinto que la lleva a adelantarse a cualquier dolor o petición de su preciosa nave, tiene un constante tira y afloja con Simon Tam. Fue sustituta de otro mecánico anterior a ella que no cumplía las expectativas de Mal, básicamente se dedicaba a hacer el vago y no tenía ni idea de mecánica. Dicho mecánico la llevó a la nave para hacerle el amor en la sala de máquinas, algo que a ella la excitaba. Descubiertos por Mal, pronto se demostró que ella tenía amplios conocimientos de mecánica, por lo cual el anterior encargado fue despedido y ella contratada al instante.
- Jayne Cobb (Adam Baldwin) — El chico de las armas, matón a sueldo de la nave, un tipo de clase baja, sin ninguna educación, ética, ley o presencia, un tipo duro con gran habilidad para las armas. Tiene un gran arsenal propio en la nave, incluso le ha puesto nombre a su arma favorita. Traicionó a su antiguo jefe al ofrecerle Mal un mejor sueldo y una habitación propia para él solo. Su meta es la búsqueda de dinero y de mujeres.
- Dr. Simon Tam (Sean Maher) — Proviene de una respetable familia de los planetas centrales de la Alianza. Cirujano en Capital City, abandonó su carrera y a sus padres para rescatar a su hermana de una institución de la Alianza, donde realizaban experimentos con su cerebro convirtiéndose así en un fugitivo buscado. Tiene pocas dotes comunicativas tanto con las mujeres como con las personas de los planetas exteriores. Siente cierta repulsa sobre el modo de vida ruda y sucia que llevan los tripulantes de la nave Serenity.
- River Tam (Summer Glau) — Hermana de Simon, quien la coló como polizonte en una caja criogénica. Posee un alto cociente intelectual (a los 3 años ya corregía la ortografía de su hermano mayor). Fue internada en un centro especial de la alianza por sus padres, donde le realizaron experimentos que la volvieron totalmente psicótica, todo ello sin consentimiento de ellos. Entre los experimentos que sufrió se cuenta la extracción de partes del cerebro (lobotomía) para aumentar sus percepciones sensoriales. También el entrenamiento con armas de fuego y armas de mano. Como resultado parece que han conseguido que River sea telépata, pudiendo leer la mente e incluso anticiparse a los peligros. Aun así ama a su hermano y se gana el cariño de la tripulación por ser una joven perseguida de la Alianza.
- Derrial Book (Ron Glass) — El reverendo de la nave, con un pasado misterioso ligado a la alianza. Parecer haber sido un miembro de alto nivel de la Alianza. Tiene formación en armas de fuego caracterizándose por su extrema puntería.

Todos estos personajes aparecen en todos los episodios con la excepción de Book, que no aparece en el capítulo Ariel.

## Episodios
Firefly consta de 14 capítulos en una temporada.
| # | Título              | Fecha de emisión         |
| --- | ------------------- | ------------------------ |
| 1 | «Serenity»          | 20 de diciembre de 2002  |
| Episodio piloto. A los tripulantes de la Serenity se les unen tres extraños pasajeros, uno de los cuales parece ser un enviado de la Alianza. |                     |                          |
| 2 | «The Train Job»     | 20 de septiembre de 2002 |
| Adelei Niska les contrata para llevar a cabo un robo en un tren. Las cosas se complican cuando descubren que lo que han robado son medicinas. |                     |                          |
| 3 | «Bushwhacked»       | 27 de septiembre de 2002 |
| La tripulación encuentra una nave espacial a la deriva. La nave ha sido atacada por Reavers, quedando un único superviviente. |                     |                          |
| 4 | «Shindig»           | 1 de noviembre de 2002   |
| Malcolm Reynolds debe luchar en duelo con un aristócrata local, luego de que este insulte a Inara. |                     |                          |
| 5 | «Safe»              | 8 de noviembre de 2002   |
| Simon y River han sido secuestrados. Por otro lado, el reverendo Book resulta herido. Malcolm decide llevar al reverendo a un Crucero de la Alianza, abandonando a River y Simon. |                     |                          |
| 6 | «Our Mrs. Reynolds» | 4 de octubre de 2002     |
| Malcolm, sin querer contrae matrimonio con una prostituta contratada para saquear Serenity. |                     |                          |
| 7 | «Jaynestown»        | 18 de octubre de 2002    |
| Jayne descubre que es El héroe de Canton tras haber arrojado años antes una caja fuerte por error sobre el pueblo. Esto complica las cosas, ya que Jayne es un héroe popular en el lugar, con monumentos y canciones. La «cita» de Inara salva a todos.                                                                |                     |                          |
| 8 | «Out of Gas»        | 25 de octubre de 2002    |
| Un incendio en la Serenity hiere gravemente a Zoe y hace que una pieza vital de la nave falle. Serenity queda a la deriva, sin soporte vital, y Malcolm Reynolds se queda en ella. En este capítulo vemos la historia de la adquisición de Serenity, así como la historia de cómo llegaron a la misma sus tripulantes. |                     |                          |
| 9 | «Ariel»             | 15 de noviembre de 2002  |
| Simon contrata a la tripulación de la nave para asaltar un hospital. Mientras parte de la tripulación roba medicinas, él trata de averiguar usando un escáner qué es lo que le ocurre a River. |                     |                          |
| 10 | «War Stories»       | 6 de diciembre de 2002   |
| Adelei Niska, que les contrató en The Train Job, rapta a Malcolm y Wash. Aunque pueden liberar a Wash pagando un rescate, liberar a Malcolm les supone mayores problemas. |                     |                          |
| 11 | «Trash»             | 28 de junio de 2003      |
| Malcolm descubre a la prostituta con quien se casó, a punto de casarse con un amigo suyo. Pese a la traición anterior, la situación en la Serenity hace que acepten el trabajo que la prostituta les ofrece: el robo de la primera pistola láser.                                                                      |                     |                          |
| 12 | «The Message»       | 15 de julio de 2003      |
| Malcolm y Zoe reciben un paquete que contiene el cuerpo de un excompañero de la guerra. Su último deseo es ser transportado a casa. |                     |                          |
| 13 | «Heart of Gold»     | 19 de agosto de 2003     |
| Inara recibe el mensaje de una amiga suya, madame de un prostíbulo. La tripulación es contratada para defender el prostíbulo de un cacique local, que tras dejar embarazada a una prostituta, quiere hacerse con su hijo.                                                                                              |                     |                          |
| 14 | «Objects in Space»  | 13 de diciembre de 2002  |
| Un cazarrecompensas contratado para capturar a River consigue entrar en la nave. Sin embargo, River ha desaparecido. |                     |                          |

## Nave Serenity
Fue comprada por Mal en una chatarrería. Serenity es una nave de carga clase Firefly (luciérnaga), y debido a su diseño, es un modelo antiguo y obsoleto, de aspecto austero y rudo, está construida en acero duro lo que, teóricamente, la hace idónea para resistir impactos de balas. Es utilizada por traficantes y piratas, debido a su diseño lleno de recovecos donde esconder mercancías y armas. Cuando fue comprada estaba averiada, sin posibilidad de funcionar y en un estado pésimo de mantenimiento, pero luego fue reparada.
Está equipada con un motor central que proporciona energía a los dos propulsores que se encuentran a los costados. Estos pueden girar 360 grados, proporcionando propulsión horizontal o vertical. Además, el motor alimenta el soporte de oxígeno, calefacción y electricidad de la nave, aunque tiene un sistema de emergencia para el soporte vital. En la serie se menciona que la nave usa un motor de gravedad aunque no especifica si también es empleado para mantener la gravedad dentro de la nave. Esta hipótesis queda descartada ya que la gravedad sigue funcionando aún con el motor apagado. Al parecer utiliza algún tipo de combustible nuclear que ha de ser repuesto con el tiempo.
La nave está equipada con una cabina de pilotaje, dormitorios para la tripulación, cocina, sala de estar y comedor, sala de máquinas, enfermería y una gran bodega para las mercancías en el centro. Además incluye dos transbordadores, uno ocupado por Inara y otro libre. Son usados como cápsulas de emergencia para evacuar la nave, para el transporte de pasajeros a tierra u otros usos.

## Música
El tema principal «The ballad of Serenity», fue escrita por el propio Joss Whedon y cantada por Sonny Rhodes. Whedon escribió la canción antes de que la serie fuera aprobada. Esta grabación preliminar cantada por él se incluye como extra en la versión estadounidense de los DVD. La banda sonora se puso a la venta en CD el 8 de noviembre de 2005 por Varèse Sarabande. En ella se manifiesta la fusión cultural que existe en la serie.
Greg Edmonson compuso la banda sonora. Él afirma que escribe para la emoción del momento, pero que también escribe para los personajes. Edmonson desarrolla una colección de símbolos musicales para la serie, por ejemplo «Serenity» es la pieza usada cuando vuelven a la nave, o cuando se reúnen clandestinamente, porque es «el sonido de su hogar». La canción que suena al final del capítulo «El mensaje», cuando la tripulación llora la muerte de Tracey, que fue la última escena rodada, fue escrita a modo de despedida, por lo que posee un alto valor emocional para Edmonson.

## Película
Artículo principal: Serenity
En 2005 se estrena la película «Serenity», continuación de la serie cancelada. La historia es retomada aproximadamente dos meses después del último capítulo de la serie, y resume la línea argumental de lo que habrían sido sus dos primeras temporadas. En ella un importante agente de la Alianza persigue a la tripulación de la nave Serenity para cazar a dos de sus pasajeros. Existen rumores sobre la posibilidad de otra película, pero por ahora no hay nada seguro.

### Las sesiones de River Tam
Las sesiones de River Tam (River Tam Sessions) es un conjunto de cinco cortometrajes realizados para la promoción de Serenity. Se sitúan cronológicamente antes del comienzo de la serie, cuando River Tam aún se halla cautiva de la Alianza, y muestran el progresivo cambio del personaje interpretado por Summer Glau, que comienza siendo una inocente niña prodigio para terminar convirtiéndose en una impredecible y mentalmente inestable joven. El personaje del interrogador es interpretado por el propio Joss Whedon (aunque fuera de cámara).

## Cómics
- Serenity: Those Left Behind (2005).
- Serenity: Better Days (2008).
- Serenity: The Other Half (2008).
- Float Out (2010).
- The Shepherd's Tale (2010).
- Serenity: Downtime (2011).
- Serenity: Firefly Class 03-K64 - It's Never Easy (2012).
- Serenity: Leaves on the Wind (2014).
- The Warrior and the Wind (2016).
- No Power in the 'Verse (2016).

Dark Horse Comics ha publicado varios cómics desarrollados por Joss Whedon relacionados con el universo de Firefly. Serenity: Those Left Behind, publicado en 2005, se podría considerar un nexo narrativo de unión entre la serie y la película, ya que se sitúa cronológicamente entre ambas y explica algunas lagunas de esta última respecto a la primera (como la desaparición de los hombres de las manos azules). Serenity: Better Days, por su parte, editado en 2008, narra cómo la tripulación de la nave se vuelve rica tras un trabajo exitoso.

## Juegos de rol
Hasta la fecha, dos juegos de rol basados en Firefly han sido publicados en Estados Unidos, ambos por Margaret Weis Productions. El primero de ellos, Serenity: Role Playing Game, vio la luz en 2005 y el segundo, Firefly: Role-Playing Game, en 2014.

### Serenity: Role Playing Game
En 2005 se editó el primer juego de rol de Firefly. Se titulaba Serenity: Role Playing Game y estaba basado en la película de mismo título. Margaret Weis Productions diseñó el sistema de juego Cortex System para este juego de rol, ganador del Premio Origins al mejor juego de rol de 2005.
Serenity: Role Playing Game ha contado con una gama variada de suplementos:
- Out in the Black de Laura y Tracy Hickman, el primer módulo para el juego, salió a la luz el 15 de febrero de 2006.[2]

- Serenity Adventures, una colección de aventuras cortas. Suplemento ganador del Origins Award del 2008.[3][4]

- Six Shooters and Spaceships, manual sobre naves y tecnología.[5]

- Big Damn Heroes Handbook, expansión de reglas ganador del Origins Award for Best Supplement del 2009.[6][7]

- The Wedding Planners Cortex Classic Set. Una parte de los Ecos de la Guerra.[8]

### Firefly: Role-Playing Game
El juego de rol de 2014, Firefly: Role-Playing Game, también fue publicado por Margaret Weis Productions. Se caracteriza por utilizar el sistema de juego Cortex Plus como reglamento principal, un sistema diferente del sistema de reglas de Cortex System.

## Juego de tablero
En febrero de 2013, Margaret Weis Productions anunció la adquisición de una licencia para la publicación de juegos de Firefly. Finalmente fue publicado en Estados Unidos en ese mismo año, 2013, un juego de tablero de Firefly bajo el título Firefly: The Game. Ha sido traducido del inglés al castellano por la editorial barcelonesa Devir Iberia como Firefly: El juego.